# A Guy Called Gerald
A Guy Called Gerald, artistnamn för Gerald Simpson, född den 6 februari 1967 i Macclesfield i England, är en brittisk skivproducent och DJ från Moss Side, Manchester. Han räknas som en av pionjärerna i acid house-vågen som uppstod i Manchester i slutet av 1980-talet och är mest känd för sin danssingel "Voodoo Ray" från 1988. Han var med och grundade bandet 808 State, men lämnade det tidigt för att koncentrera sig på sin solokarriär.

## Diskografi
- 1989 – Automanikk
- 1992 – 28 Gun Bad Boy
- 1995 – Black Secret Technology
- 2000 – Essence
- 2001 – Blueprint
- 2005 – To All Things What They Need
- 2006 – Proto Acid: The Berlin Sessions